# Ситков, Михаил Андреевич
Михаи́л Андре́евич Ситко́в (8 [21] ноября 1907, Березник, Архангельская губерния — 2 мая 1979, Магнитогорск, Челябинская область) — советский инженер-металлург.

## Биография
Родился 8 (21) ноября 1907 года в селе Березник (ныне Мезенский район, Архангельская область).
Окончив семилетку, работал в Березнике. Служил в войсках НКВД на границе.
С 1932 года жил в Сестрорецке, работал шлифовщиком инструментального завода им. Воскова (1932—1935), одновременно окончил вечерний техникум при заводе.
С 1940 года, после окончания Ленинградского индустриального политехнического института им. М. И. Калинина, работал на Магнитогорском металлургическом комбинате им. В. И. Ленина: мастер-электрик, инженер, с 1945 — руководитель группы автоматики прокатных станов, в 1961—1966 — руководитель участка в центральной заводской лаборатории автоматизации производства.
Умер 2 мая 1979 года в Магнитогорске. Похоронен на Левобережном кладбище.

## Награды и премии
- Сталинская премия второй степени[1] (1948) — за разработку и осуществление схемы комплексной автоматизации прокатного стана, обеспечившей значительное повышение его производительности и снижение брака проката[3].